# Carter (cràter)
Carter és un cràter d'impacte en el planeta Venus de 17,5 km de diàmetre. Porta el nom de Maybelle Carter (1909-1978), cantant de música country estatunidenca, i el seu nom va ser aprovat per la Unió Astronòmica Internacional el 1994.